# The Daily Grind
The Daily Grind es un EP de la banda de punk rock americana No Use for a Name. Fue lanzado en 1993, y además es el primer disco del grupo con la discográfica Fat Wreck Chords.

## Listado de canciones
1. "Until It's Gone" – 3:50
2. "Old What's His Name" – 2:18
3. "Permanent Rust" – 2:31
4. "Biomag" – 1:30
5. "Countdown" – 3:52
6. "Hazardous to Yourself" – 3:05
7. "The Daily Grind" – 2:21
8. "Feeding the Fire" – 2:27

## Miembros
- Tony Sly - Voz y guitarra
- Robin Pfefer - Guitarra
- Steve Papoutsis - Bajo
- Rory Koff - Batería

## Créditos
- Jimbo Phillips - portada